# غادة جمال
غادة جمال (مواليد 1955) هي فنانة تشكيلية لبنانية ولدت في بيروت، لبنان. درست الفنون الجميلة في الجامعة اللبنانية الأمريكية، ثم هاجرت إلى الولايات المتحدة وبالضبط إلى كاليفورنيا لمتابعة دراستها في سلك الماجستير، حصلت في عام 1990 على درجة ماجستير في الفنون الجميلة في الرسم والتصوير من جامعة كاليفورنيا الولائية في لونج بيتش.
تتميز أعمال غادة بجمالية فنّية على الرغم من كونها مجردة، إلا أنها تصور المشهد الشرق أوسطي، وخاصة اللبناني، في أوقات الحرب والسلم؛ باستخدام الزيت والأكريليك والطباشير على القماش والورق يتنوع عملها من حيث الطبيعة بين الصور الهادئة والتعبيرات العنيفة والوحشية.
على مدى سنوات مسيرتها الفنية، استكشفت جمال حدود الفن التجريدي من خلال معالجة مواضيع متنوعة مثل الدمار الجسدي والعاطفي والروحي الناجم عن الحرب الأهلية اللبنانية والحرب العراقية والمذابح التي يتعرض لها الفلسطينيون، وإعادة النظر في فكرة الهوية وتحديد الهوية، وتحول ودمار الحياة المعاصرة، وجلال المناظر الطبيعية والعظمة المعمارية لفضاء المدينة.
في كاليفورنيا، اكتشفت الموسيقى العربية الكلاسيكية واستلهمتها من استخدام الآلات القديمة. تصور أعمالها الفنية مقطعًا موسيقيًا يتجسد من خلال اللون والخط والعلاقة المكانية مع مساحة تصويرية تشير إلى الطبيعة والمناظر الطبيعية.
في عام 2002 عادت غادة جمال إلى لبنان، ومازالت تعيش وترسم في لبنان، كما تعمل حاليًا في تدريس الرسم في جامعة نوتر دام والجامعة الأمريكية في بيروت في لبنان. تم عرض أعمال جمال الفنية، كجزء من معارض سولو (بالإنجليزية: Solo)‏ وغروب (بالإنجليزية: Group)‏، في جميع أنحاء العالم. كما أقامت معارض عديدة لأعمالها الفنية في الولايات المتحدة وإنجلترا وفرنسا والأردن ولبنان.

## وصلات خارجية
- الموقع الرسمي